# Kievs internationella flygplats (Zjuljany)
Igor Sikorsky Kiev internationella flygplats (Zjuljany) (ukrainska: Міжнародний аеропорт «Київ» імені Ігоря Сікорського (Жуляни)) (IATA: IEV, ICAO: UKKK) är en internationell flygplats, belägen i södra delen av Kiev, 8 km från centrum. 
Flygplatsen är den första flygplatsen i Kiev och öppnade den 25 maj 1924. Den är en av tre flygplatser i Kiev. De två övriga är Boryspil internationella flygplats, Ukrainas största flygplats som betjänar större delen av Ukrainas internationella flygningar, och Gostomel flygplats, som är en lastflygplats belägen i en nordvästlig förort till Kiev och som oftast används av Antonovföretaget.
Sedan år 2017 har antalet passagerare ökat kraftigt  främst beroende på att Wizzair har etablerat sig där. 

## Linjer och flygbolag
- UTair-Ukraine; Lviv
- Khors Air; Charkiv, Lviv
- South Airlines; Odessa
- Wizz Air Hungary; London-Luton
- Wizz Air Ukraine;  Antalya, Billund, Köln/Bonn, Dortmund, Lübeck, Katowice, Köpenhamn-Kastrup,  Memmingen, Oslo-Torp, Stockholm-Skavsta, Valencia och Venedig-Treviso